# آلتی‌اول
آلتی‌اول یکی از شهرهای ازبکستان در ولایت سرخان‌دریا است. 

## منبع
ویو-ویو، بازدید: ۹ اکتبر ۲۰۰۸.